# Carl Schultes

Carl Schultes

Carl Schultes (* 9. Juli 1822 in Schloss Triesdorf bei Ansbach; † 9. Juli 1904 in Hannover) war ein deutscher Schauspieler, Regisseur und Schriftsteller.
Sein volkstümlicher Stil – weswegen er heute weitgehend vergessen und seine Schriften unbedeutend sind – ist geprägt vom bürgerlichen Liberalismus und vom deutschen Nationalismus des 19. Jahrhunderts. Mit seiner Arbeit als Regisseur und Schauspieler, insbesondere am damaligen Hoftheater in Braunschweig (1857–1872) und am Königlichen Hoftheater in Wiesbaden (1873–1888), war er sehr erfolgreich und wurde oft ausgezeichnet. Er war auf die großen dramatischen Rollen, wie z. B. Karl Moor, Melchthal, Egmont oder Uriel Acosta, spezialisiert.

## Leben
Schultes Vater war bayerischer Militärarzt, die Mutter entstammte einer französischen Emigrantenfamilie. 1832 wurde er nach München zur Ausbildung in ein Kadettenkorps geschickt, 1840 trat er als Offizier der bayerischen Armee bei.
In München erlebte Schultes die Glanzperiode des Münchener Hoftheaters, was einen für sein Leben bestimmenden Eindruck hinterließ. Unter Ferdinand Eßlair, dem damaligen Regisseur am Hoftheater, absolvierte er zudem erste „Bühnenversuche, die die Aufmerksamkeit des Hofes und der Stadt erregten.“
1845 veröffentlichte er unter dem Pseudonym „Der alte Landsknecht“ Landsknechtslieder in der gerade neu gegründeten satirischen Zeitschrift Fliegende Blätter und erwarb sich dadurch breitere Anerkennung. Er wurde Mitglied des Münchner Dichtervereins und dessen Schriftleiter.
Im Dezember 1847 wurde Schultes in Leipzig ansässig und arbeitete auf Empfehlung Heinrich Laubes, der seinen Lebensweg auch weiterhin förderte, am dortigen Theater. Er schloss Bekanntschaft mit dem dänischen Komponisten Niels W. Gade und schrieb ein Libretto für dessen Oper Judith. Gade war zu dieser Zeit Musikdirektor am Gewandhaus und Lehrer am Konservatorium. Gade brach aber im Januar 1848 die Arbeit an der Oper ab, da sich die politische Lage zwischen Schleswig-Holstein und Dänemark verschlechtert hatte und auf den Schleswig-Holsteinischen Krieg zulief. Gade ging im April oder Mai 1848 zurück nach Kopenhagen und die Oper wurde nie fertiggestellt. Dagegen vertonte Gade den Gedichtzyklus Reiterleben von Schultes für Männerchor.
1849 hielt sich Schultes in Genf auf und traf dort auf den liberal-demokratischen Journalisten und Schriftsteller Robert Schweichel. Im Januar 1849 feierte Schultes sein Debüt als Schiller in Heinrich Laubes Stück Die Karlschüler an der Nationalbühne München „mit außergewöhnlichem Erfolg“, nachdem die Munifizenz des Königs Maximilian II. von Bayern den „Übertritt aus dem Heere zum Hoftheater“ befördert hatte.
Im Juni 1850 hält sich Schultes zur Kur in Karlsbad auf, wo er sich mit Emanuel Geibel befreundet. Dort trifft er auch wieder auf Heinrich Laube, der ihn „als ersten jugendlichen Held“ an das Stadttheater in Leipzig engagiert, das zu dieser Zeit unter der Leitung von Direktor Wirsing steht.
Anlässlich einer Feier des Schillervereins in Leipzig trägt Schultes im November 1850 dort seine Schiller-Anekdote „Der egoistische Wunsch“ vor. Daraufhin wird er zum Ehrenmitglied des Vereins erklärt. Im Stadttheater wird aus Anlass der Feier „Turandot“ gespielt. Schultes ist dort in der Rolle des „Kalaf“ zu sehen.
In Leipzig beginnt auch die Freundschaft mit Gustav Freytag, die bis an das Lebensende Freytags in Wiesbaden andauerte. Die Initiative geht von Gustav Freytag und seiner Frau aus, die Schultes als Rezitator zu einer Abendgesellschaft in ihr Haus eingeladen hatten.
Im Januar 1851 gibt Ludwig Uhland die „Lieder und Gedichte“ von Carl Schultes heraus, die dem Autor bis dahin schon einige Popularität als volkstümlicher Dichter eingebracht hatten. Besonders seine für Männerchor vertonten Texte erfreuen sich – ebenso wie seine Theaterstücke – großer Beliebtheit.
Von 1853 bis 1854 leitete Carl Schultes zusammen mit J. W. Bensberg das Theater Regensburg. Danach ist er Regisseur am Hoftheater in Meiningen.
1857 tritt Schultes eine „lebenslängliche Anstellung“ am Hoftheater in Braunschweig unter dem Hoftheaterdirektor Eduard Schütz an. Er arbeitet dort als Regisseur und Schauspieler. Nach Schütz’ Tod 1868 übernimmt er die künstlerische und technische Leitung des Theaters. Die Lebensumstände erlauben es Carl Schultes, im November 1859 zu heiraten.
1858 lernt er Theodor Steinway in Wolfenbüttel kennen, dessen Vater nach New York ausgewandert war und dort mit einer Klavierbauerwerkstatt zum Millionär wurde. Später soll Theodor Steinway ihn öfters in Wiesbaden besucht haben, wenn er von New York nach Europa kam.
Während der Braunschweiger Zeit entstehen zahlreiche Komödien und Texte zu volkstümlichen Opern ebenso wie Novellen, humoristische Erzählungen und Romane. Anlässlich der 1000-Jahr-Feier der Stadt Braunschweig im August 1861 verfasst Schultes das historische Schauspiel »Brunswick’s Leu, stark und treu«. In einer zeitgenössischen Festchronik heißt es über den Betrag von Schultes: „Dem Prolog und der Weber’schen Jubelouvertüre folgte ein vieractiges historisches Schauspiel unter dem Titel: »Brunswiks Leu, stark und treu,« nach dem Maltitz’schen Roman »Der Herzog an der Leine« vom Hofschauspieler Carl Schultes verfasst. Das Stück machte nicht den Eindruck, den man bei dessen vaterländischem Stoffe erwartet haben mochte, liegt aber dem Lesepublicum zu selbständiger Beurtheilung vor.“
Von 1870 bis 1872 wohnte Schultes in der Salzdahlumerstraße 3, wo er mit Wilhelm Raabe zusammentraf, der ebenfalls dort eingezogen war. Es entwickelte sich eine intensive Freundschaft mit Raabe und zwischen den Familien. Schultes Ehefrau taucht z. B. als „Tante Hallenstein“ in einem Stück von Wilhelm Raabe auf.
Gemeinsam gehören sie den „Kleidersellern“, einem Braunschweiger Männerbund, und dem „Klub der Buern im Kraihenfelde“ an, in den Raabe von Schultes, der später als »die Seele des Klubs« (Wilhelm Fehse) gilt, eingeführt wird. Nach der Kriegserklärung im Sommer 1870 veröffentlicht Schultes das Kriegslied »Furor teutonicus« (in »Kriegslieder deutscher Sänger«), das er Wilhelm Raabe vorträgt. Gemeinsam mit Wilhelm Raabe feiert Schultes daraufhin den Kriegsbeginn gegen Frankreich und trinkt mit ihm auf einen baldigen Sieg.
In Braunschweig war Schultes außerdem mit Wilhelm von Ising (geb. 1821 Delmenhorst, gest. 1892 in Cassel) befreundet, dessen „dezidiert rührselig-apolitisches, im Geiste des nachmärzlichen Konservatismus konzipiertes Robespierre-Drama“ er 1859 aufführt.
Im Sommer 1872 bittet Schultes „wegen künstlerischer Divergenzen“ um seine Pensionierung. Offenbar geht dieser Bitte eine Krise mit dem neuen Intendanten Oberstleutnant von Rudolphi voraus, denn den Mitgliedern des Ensembles und des Hauses werden vom Intendanten ausdrücklich sämtliche Ehrbezeugungen untersagt. Dennoch gibt es eine große Abschiedsfeier. Schultes siedelt zunächst nach Bremen über.
Schultes geht auf Empfehlung des königlich preußischen Generalintendanten Botho von Hülsen im April 1873 nach Wiesbaden, der ihn zum „artistischen Direktor des Hoftheaters“ beruft. In Wiesbaden arbeitet Schultes als Regisseur und Schauspieler und zuletzt als „langjähriger artistischer Leiter“ und als Oberregisseur des Königlichen Theaters bis 1888.
Im Dezember 1876 siedelt Gustav Freytag sich in Wiesbaden an. Dort arbeitet er an seinem damals bekanntesten Buch „Die Ahnen“ und an der Gesamtausgabe seiner Werke. Während dieser Zeit pflegt er eine innige Beziehung mit der Familie Schultes. Schultes profitiert als Schauspieler und Regisseur von dieser Verbindung: nahm „die vielfachen Directiven und Belehrungen (von dem kunsterfahrenen Freunde) dankbarst (an)“. Schultes lädt Freytag häufiger dazu ein, das Theater zu besuchen.
1883 siedelt Karl Stelter von Elberfeld nach Wiesbaden über und wird von Schultes bei Freytag eingeführt. Stelter wird zum Begleiter Freytags, wenn dieser das Theater besucht und schließlich dessen „Hausverwalter“ in Wiesbaden, wenn Freytag für den Sommer nach Siebleben reist. Stelters Sohn Oscar heiratet um 1887 Schultes Tochter Bianca in Wiesbaden.
Im September 1888 erleidet Schultes einen Schlaganfall. Er ist halbseitig gelähmt und verliert zum größten Teil sein Gehör. Die Stelle des „artistischen Directors“ am Königlichen Theater wurde wegen der „Umwandlung der Bühne in eine städtische vorläufig nicht wieder besetzt“.
Seit 1889 lebt Schultes als Pensionär in Hannover bei einem seiner Kinder. Von dort besucht er dann, so lange er reisen kann, regelmäßig Wilhelm Raabe in Braunschweig. Über die Jahre standen sie auch in Korrespondenz miteinander.
In den letzten beiden Lebensjahrzehnten entwickelt Schultes seine größte literarische Produktivität. Es sind wiederum volkstümliche Schauspiele, Bücher und Erzählungen, die aber in ihrem Erfolg nicht an die Arbeiten seiner beiden Freunde Gustav Freytag und Wilhelm Raabe heranreichen.
Schultes stirbt an seinem 82. Geburtstag in Hannover.

## Werk

### Bücher und Texte
- Der egoistische Wunsch. Schiller-Anekdote anlässlich der Feier des Schillervereins in Leipzig, 1850
- Lieder und Gedichte. Zusammengestellt und gesichtet von Ludwig Uhland. J. J. Weber, 1851.
- Der alte Komödiant. Novelle in Liedern, 1853
- Brunswick's Leu, Stark und treu! Historisches Schauspiel in vier Acten, Braunschweig: Wagner, 1861 (Digitalisat)
- Süd und Nord. Gesammelte Novellen, Jena: J. Hermsdorf, 1867 (Digitalisat)
- Reklame! Original-Roman in 2 Büchern, Jena: J. Hermsdorf, 1867 (Digitalisat)
- Uhlenspegel. Humoristische Erzählung aus der Zeit des Siebenjährigen Krieges, 1867.
- Maigela. Kultur-historische Novelle aus Mittel-Franken. Mit einer Einleitung von Joseph Kürschner. Collection Spemann, 1883.
- Gambskreß' und Enzian. Innthaler G’schicht’n. Wiesbaden: Rud. Bechtold & Comp., 1887.
- Solus cum Sola! oder William’s Sturmjahre. Original-Shakespeare-Roman. Leipzig: Oswald Mutze, 1891.
- Der Puppenspieler. Charakterbild aus dem Chiemgau. Schriftenvertriebsanstalt Weimar, 1892.
- Blau-Weiß. Ernste, heitere und schnurrige Erzählungen aus dem bayrischen Volksleben. Leipzig: Oswald Mutze, um 1894.
- Jan van Stene. Eine Bambocciade in 2 Abtheilungen. Entsch, 1894.
- Aus meinem Zusammenleben mit Gustav Freytag. In: Die Gegenwart. Wochenschrift für Literatur, Kunst und öffentliches Leben, Hrsg. Th. Zolling. Bd. 48, Nr. 40 vom 5. Oktober 1895, S. 214–218. Bd. 48, Nr. 41 vom 12. Oktober 1895, S. 236–237.
- Das Signum Karl’s des Großen. Eine seltsame Onolzbacher Geschichte aus geheimen Dokumenten an das Licht befördert. Leipzig: Elischer Verlag, 1897.
- Ein lustig Lied vom Piesporter. 1898.
- Hanfried. Erzählung, 1898.
- Ein vergessener hannoverscher Dichter. Über August Freiherr von Steigentesch, 1898.
- Über mein Zusammenleben mit Wilhelm Raabe. In: Wilhelm Raabe: Frau Salome. Leipzig: Hesse & Becker 1909. Entstanden 1901.

### Theaterstücke
- Die Liebesprobe.Original-Zaubermährchen, für die Münchener Hofbühne, 1847 (Digitalisat)
- Der treue Papa. Lyrisches Drama, 1852.
- Flitterwochen. Lustspiel, 1862.
- Ein Roman in zehn Bänden. Schwank, 1863.
- Im Waldesfrieden. Drama, 1878.
- Die Reise nach dem Glücke. Festspiel, 1879.
- Eine Partie Schach. Drama, 1882.
- Der Ehrenpokal. Posse, 1883.
- Liedesweben im deutschen Walde. Festspiel in einem Akte zu C. M. von Weber’s 100. Geburtstage. Wiesbaden: Rud. Bechtold & Comp., 1886.
- Bibus, Prinz von Heinzelland. Märchenspiel nach einem Libretto von Miroslow Joseph Weber, 1887.
- Jan van Steen. Ein Künstler-Schwank in zwei Abtheilungen. München: Rubinverlag, 1890.
- Der arme Heinrich. Ein deutsches Volksschauspiel in fünf Abtheilungen. Leipzig: Verlag von Oswald Mutze, 1894.
- Fust und Gutenberg. Dramatische Dichtung in 3 Abteilungen und einem Vorspiele: „Der Teufel in Schiltigheim“. Rubin-Verlag, 1895.
- Bearbeitung der „Ahnen“ für eine Festveranstaltung im Königlichen Theater in Wiesbaden am 25. April 1877.

### Gedichte und Lieder
- Reiter-Leben. Sechs Lieder für vier Männerstimmen. Vertont von Niels W. Gade. Leipzig: Kistner, o. J.,  1848.
- 1863: Texte zu den Opern »Elfriede«, »Der selige Herr Vetter« und »Der Fahnenschmied«.
- Furor teutonicus. In: Kriegslieder deutscher Sänger, 1870.
- Das treue Herz. Volkslied, vertont von Ferdinand Möhring.
- Elslein von Caub. Volkslied, vertont von Ferdinand Möhring.
- Das ist der Ärmste auf der Welt, der keine Heimat hat (Heimweh). Vertont von Franz Abt. In: Volksgesänge für Männerchor, II. Band (Schweiz), 1894.